# ペドロ・グリフォル
ペドロ・オーランド・グリフォル（Pedro Orlando Grifol, 1969年11月28日 - ）は、アメリカ合衆国フロリダ州マイアミ出身の元プロ野球選手（捕手）。右投右打。シカゴ・ホワイトソックスの元監督。

## 経歴

### 現役時代
フロリダ州立大学では主力としてメンズ・カレッジ・ワールドシリーズ優勝に貢献した。
1991年のMLBドラフト6巡目（全体154位）でミネソタ・ツインズから指名されプロ入り。ツインズ、ニューヨーク・メッツ傘下のマイナーチームでプレーするもメジャーへの昇格はなく、1999年に現役を引退した。

### コーチ・監督時代
引退後はシアトル・マリナーズ傘下のマイナーチームでディレクターを務めた。
2013年にカンザスシティ・ロイヤルズ傘下のマイナーチームのコーチに就任し、同年5月にロイヤルズの打撃コーチ補佐に昇格した。
2014年には捕手ディレクターに配置転換された。
2015年にチームは30年ぶりとなるワールドシリーズ制覇を成し遂げた。
2020年からはベンチコーチを務めた。
2022年オフにシカゴ・ホワイトソックスの監督に就任した。
2023年8月5日のガーディアンズ戦の6回にホセ・ラミレスとティム・アンダーソンが乱闘を行ったが、グリフォルもこれに関わったとして退場処分を受けた。このシーズンは61勝101敗で、球団で5年ぶりとなる100敗以上だった。
2024年は、20世紀以降で史上3球団目となる21連敗を記録し、28勝89敗（勝率.239）となったところで8月8日にチャーリー・モントーヨベンチコーチらと共に解任された（後任の暫定監督はグレイディ・サイズモア）。

## 詳細情報

### 年度別監督戦績
| 年 度     | 球 団     | 地 区     | 年 齢     | 試 合 | 勝 利 | 敗 戦 | 勝 率 | 順 位 | 備 考    | ポストシーズン 勝敗 |
| --------- | --------- | --------- | --------- | ----- | ----- | ----- | ----- | ----- | -------- | ------------------- |
| 2023      | CHS       | AL 中     | 53歳      | 162   | 61    | 101   | .377  | 4 / 5 |          | -                   |
| 2024      | CHS       | AL 中     | 54歳      | 117   | 28    | 89    | .239  | 5 / 5 | 途中解任 | -                   |
| 通算：2年 | 通算：2年 | 通算：2年 | 通算：2年 | 279   | 89    | 190   | .319  | -     | -        | -                   |

### 背番号
- 48（2013年）
- 28（2014年 - 2018年）
- 7（2019年）
- 6（2020年 - 2021年）
- 12（2022年）
- 5（2023年 - 2024年）